# Göran Sonnevi
Göran Sonnevi (ur. 3 października 1939 w Lund) – szwedzki poeta.
Dzieciństwo spędził w Halmstad, tam też uczęszczał do szkoły. W latach 1958–1966 studiował nauki humanistyczne na Uniwersytecie w Lund. Po ukończeniu studiów zamieszkał w Järfälla w pobliżu Sztokholmu. Opublikował piętnaście tomów poetyckich, a także tłumaczenia na język szwedzki twórczości takich poetów jak Ezra Pound, Paul Celan, czy Osip Mandelsztam.
Wydany w 2005 roku zbiór wierszy Oceanen (Ocean) został nagrodzony Nagrodą literacką Rady Nordyckiej oraz Nagrodą Nordycką Akademii Szwedzkiej.

## Wybrana twórczość
- Outfört (1961)
- Abstrakta dikter (1963)
- ingrepp-modeller (1965)
- och nu! (1967)
- Det gäller oss. Dikter 1959–1968 (1969)
- Det måste gå (1970)
- Det oavslutade språket (1972)
- Dikter 1959–1973 (1974)
- Det omöjliga (1975)
- Språk; Verktyg; Eld (1979)
- Dikter 1959–1972, rev. utg. (1981)
- Små klanger; en röst (1981)
- Dikter utan ordning (1983)
- Oavslutade dikter (1987)
- Trädet (1991)
- Mozarts tredje hjärna (1996)
- Klangernas bok (1998)
- Oceanen (2005)